# レーダーピケット艦
レーダーピケット（英語：Radar picket）とは海軍艦艇に与えられた任務のひとつ。第二次世界大戦においてレーダーによる索敵を主目的に、主力と離れて概ね単独で行動し、敵を警戒する。
太平洋戦争末期、日本軍機の空襲（とくに神風特別攻撃隊）に備えて多くのアメリカ海軍駆逐艦がこの任務に就いた。アメリカ海軍は冷戦においてソ連航空戦力による対艦攻撃への備えとして1950年代初頭よりレーダーピケット任務のためのレーダー駆逐艦（DDR）、レーダー哨戒駆逐艦（DER）、レーダー哨戒潜水艦（SSR）を整備し、また核爆弾搭載戦略爆撃機の早期警戒を目的にレーダーピケット艦（YAGR）をリバティ船より改装して16隻を配備した。

## 概要
第二次世界大戦直前に各国で実用段階に入ったレーダーは、バトル・オブ・ブリテンにおけるイギリス防空において大きな役割を果たし、またナチス・ドイツもフレイア、ウルツブルグといったレーダーを生産して早期警戒網を構築した。しかしながら最大探知距離の限界と、地平線以遠の低空目標が探知できないという特性上、効果的な早期警戒を行うには多数のレーダーが必要であった。同種の問題は海軍の洋上作戦においても発生しており、アメリカ海軍は艦隊防空においては主力艦隊の周囲に対空レーダーを搭載した水上艦艇を分散配備し、それらに「レーダーピケット任務」を付与し、敵機を探知した後には戦闘空中哨戒を行う戦闘機隊の誘導管制にあたらせた。ピケット (picket) とは哨兵、前哨の意味である。

## 第二次世界大戦
防空のためにレーダーピケット任務を初めて実施した艦艇はナチス・ドイツの夜間戦闘機指揮艦「トーゴ」である。1944年10月よりレーダーを設置できないバルト海上において早期警戒と夜間戦闘機の管制を行った。警戒のためにレーダー搭載艦を先行させるという戦術は1942年のサボ島沖海戦でアメリカ海軍によって行われていたが、これの警戒対象は夜間にガダルカナル泊地に突入してくる日本海軍の水上艦艇であった。
防空任務としてのレーダーピケット任務はレイテ沖海戦より実施された神風特別攻撃隊への対応として本格化し、沖縄戦で最高潮に達した。沖縄戦におけるレーダーピケット任務とは単に主力艦隊に先行してレーダー覆域を拡大するというものではなく、沖縄本島残波岬（読谷村）を中心として18マイルから95マイルの範囲で全周に15箇所のレーダーピケットステーションを設け、これらに配置されたレーダーピケット任務付与艦は相互に連携して沖縄へ侵攻する日本軍機に対して戦闘機隊の誘導を行い、より遠方から、継続して迎撃するとされた。
レーダーピケットは日本軍の航空攻撃の阻止において大きな功績を挙げる一方で、一旦連携の齟齬が発生すると友軍艦艇や航空機の支援を受けられずに日本軍機の集中攻撃によって損傷・沈没艦も出すこともある過酷な任務であった。LCS、LCIといった上陸用舟艇にボフォース 60口径40mm機関砲を搭載した支援艇を随伴させるといった対策も立てられたが、その支援艇もまた日本軍機の攻撃によって損傷・沈没した例もある。沖縄戦でレーダーピケットステーションに配置についた駆逐艦は101隻となるが、10隻が撃沈され、32隻が損害を受けている。抜本的な対策として陸上配備レーダーの速やかな設置手法の確立が求められており、レーダーピケット任務そのものをレーダーを搭載した航空機で肩代わりするアイデアはこの時期から出されていた。

## 冷戦期
アメリカ海軍において戦後しばらく途絶えていたレーダーピケット任務に専任艦を充てる計画は、ソビエトの空対艦ミサイルとその発射母機の脅威によって1950年代初頭より本格化する。ギアリング級駆逐艦の一部やバックレイ級、エドサル級、ジョン C. バトラー級といった護衛駆逐艦がレーダー哨戒駆逐艦、レーダー哨戒護衛艦に改装された。日本本土侵攻が実現していれば神風攻撃への対策として配備される予定だったレーダー哨戒潜水艦は、空母機動部隊の護衛として水上高速型潜水艦から改装されたほか、新造艦も建造された。しかしガトー/バラオ級や新造のセイルフィッシュ級が潜水艦としては高速とはいえ、20ノットそこそこの水上速力では両用戦部隊はともかく空母機動部隊へ随伴できるものではなく、水上速力30ノットのレーダー哨戒原子力潜水艦「トライトン」の配備に期待が寄せられていた。
しかし1958年に艦上早期警戒機グラマンE-1トレーサーが実用化されると、高価な専任艦やさらに高価な原子力潜水艦を配備せずともソビエト軍の航空攻撃への早期警戒網が構築できたことから、これらの艦艇は別の艦種に変更されるか、あるいは退役した。
艦隊への航空攻撃に備えるレーダー哨戒駆逐艦などとは別に、ソビエトの戦略爆撃機による本土への核攻撃対応として、そのものずばりのレーダーピケット艦（YSGR）であるガーディアン級16隻が輸送船を改装し整備された。本級専用装備となるAN/SPS-17長距離航対空レーダーは、最大探知距離220浬（410キロ）を誇ったが、OTH（超水平線）レーダーの実用化により、1970年代初期に退役した。

## PIRAZ：Positive Identification Radar Advisory Zone
ベトナム戦争当時の1966年からトンキン湾においてミサイル巡洋艦、あるいはミサイル・フリゲートとその護衛艦艇を配備し、北ベトナム空域をレーダーで監視し、北爆するアメリカ軍機を支援した任務は、レーダーピケット任務そのものであった。

## イギリス海軍の航空管制艦（A/D型）
1950年代初期より建造されたソールズベリー級フリゲート4隻は、船団護衛に就く護衛艦が航空管制能力を持つことで、航空母艦の覆域外で地上基地から発進した戦闘機の掩護を受けるという戦術要求から航空管制艦（A/D型、aircraft directionの略）として完成した。またバトル級駆逐艦から4隻、ウェポン級駆逐艦の4隻すべてもA/D艦として大型の965型早期警戒レーダーを装備する改装を行っているが、アイデアそのものはバトル級の建造当時の1943年ごろからあり、戦後には艦隊に随伴して潜在的な経空脅威を探知・識別・追跡し、それらに友軍航空機を誘導するFast Air Detection Escort (FADE)として前述の改装に至った。
改装工事あるいは建造はアメリカ海軍のレーダー哨戒駆逐艦/護衛艦の整備時期と期を同じにしているが、バトル級、ウェポン級が守るべき、あるいは誘導すべき艦載機を積んだイギリス海軍のCTOL空母が1960年代半ばに労働党政権によって全廃される決定が下されたこともあり、これらのレーダーピケット艦も1970年代半ばまでに退役している。
また、カウンティ級以後のイギリス海軍の駆逐艦は全て艦隊防空用の対空ミサイル（シースラグやシーダート、アスター）を装備したミサイル駆逐艦となっており、全艦が長距離対空捜索用の早期警戒レーダー（965型/1022型/1046型）を装備している。